# Melinakadagodu, Tirthahalli
Melinakadagodu là một làng thuộc tehsil Tirthahalli, huyện Shimoga, bang Karnataka, Ấn Độ.